# Liste der Naturdenkmale in Grafschaft (Rheinland)
Die Liste der Naturdenkmale in Grafschaft nennt die im Gemeindegebiet von Grafschaft ausgewiesenen Naturdenkmale (Stand 14. Februar 2024).

## Naturdenkmale
| Nr.         | Bezeichnung                  | Lage                                                            | Beschreibung     | Bild                                    |
| ----------- | ---------------------------- | --------------------------------------------------------------- | ---------------- | --------------------------------------- |
| ND-7131-386 | Speierlingsbaum in Karweiler | Karweiler, südöstlich des Ortes, Flur Im Persch Lage            | Sorbus domestica | Direkt Bild zu diesem Denkmal hochladen |
| ND-7131-390 | Ringener Linde               | Ringen, nördlich des Ortes, gegenüber Carl-Bosch-Straße 11 Lage | Tilia sp.        | Direkt Bild zu diesem Denkmal hochladen |